# Martti Ahtisaari
Martti Oiva Kalevi Ahtisaari (23. června 1937 Vyborg – 16. října 2023 Helsinky) byl finský politik, v letech 1994 až 2000 prezident Finska a nositel Nobelovy ceny míru za rok 2008.

## Kariéra

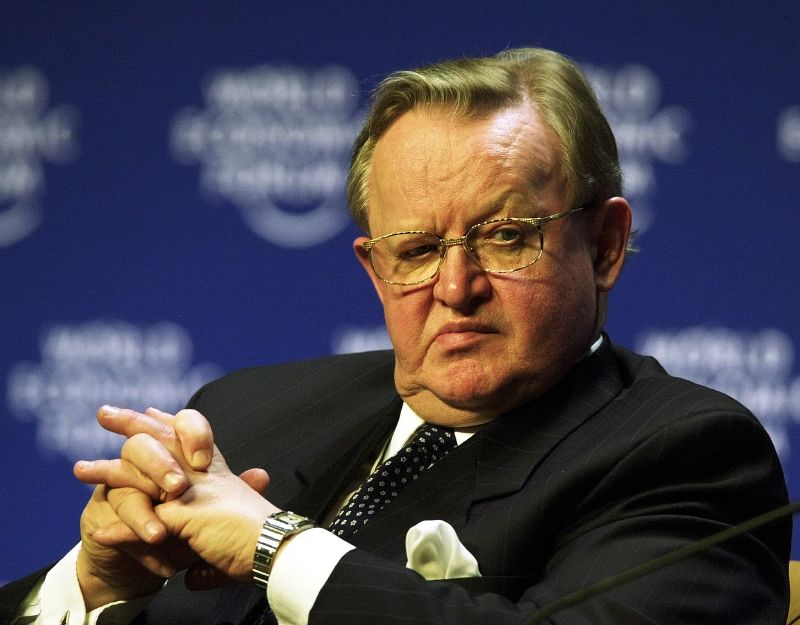
Martti Ahtisaari na Světovém ekonomickém fóru 2000

Narodil se ve Viipuri, dnešním ruském Vyborgu. Od roku 1965 pracoval pro finské ministerstvo zahraničních věcí. V roce 1973 ho prezident Urho Kaleva Kekkonen jmenoval velvyslancem v Tanzanii. V roce 1977 byl jmenován vysokým komisařem OSN pro Namibii. V lednu 1987 jej generální tajemník OSN Javier Peréz de Cuéllar jmenoval tajemníkem pro administrativu a management. V dubnu 1989 byl vyslán jako zvláštní vyslanec OSN do Namibie.

### Prezidentem Finska
V letech 1994 až 2000 byl prezidentem Finska. Byl zastáncem vstupu Finska do Evropské unie, což se uskutečnilo v roce 1995.

### Mírová mise v Kosovu
V 90. letech 20. století se stal vedoucím pracovní skupiny OSN pro Bosnu a Hercegovinu a později velvyslancem Evropské unie pro Kosovo. Během svého působení přiměl Slobodana Miloševiće k přijetí podmínek Severoatlantické aliance, které v Kosovu ukončilo boje. K problémům Kosova se vrátil v roce 2008, když jako velvyslanec EU navrhoval nezávislost pro kosovské Srby.

### Indonésie – Aceh
V roce 2005 se zasloužil o mírovou smlouvu mezi vládou Indonésie a odštěpeneckou provincií Aceh, která po třiceti letech ukončila boje mezi vládou a povstalci.

## Vyznamenání a ocenění

### Vyznamenání
- velkokříž Řádu svatého Olafa, Norsko, 1994
- rytíř Řádu Serafínů, Švédsko, 12. dubna 1994
- rytíř Řádu slona, Dánsko, 7. září 1994[2]
- Řád kříže země Panny Marie I. třídy s řetězem, Estonsko, 16. května 1995[3]
- velkokříž Řádu islandského sokola, Island, 26. září 1995
- velkokříž Řádu Vitolda Velikého, Litva, 15. ledna 1996[4]
- velkokříž Řádu dobré naděje, Jižní Afrika, 1997[5]
- velkokříž s řetězem Řádu zásluh o Italskou republiku, Itálie, 28. ledna 1997[6]
- rytíř Řádu bílé orlice, Polsko, 17. dubna 1997[7]
- velkokříž Řádu tří hvězd, Lotyšsko, 3. listopadu 1997[8]
- velkokříž s řetězem Řádu rumunské hvězdy, Rumunsko, 1998[9]
- velkokříž s řetězem Řádu Isabely Katolické, Španělsko, 29. ledna 1999[10]
- Řád Turecké republiky, Turecko, 20. listopadu 1999[11]
- důstojník Řádu Austrálie, Austrálie, 2. dubna 2002[12]
- velkokříž Řádu Dannebrog, Dánsko
- velkokříž Záslužného řádu Maďarské republiky, Maďarsko

### Ocenění

#### Nobelova cena míru
V roce 2008 získal Nobelovou cenou míru s odůvodněním „za jeho důležité úsilí při řešení mezinárodních konfliktů na několika kontinentech po více než tři dekády“.

## Zajímavost
V době výkonu prezidentské funkce navštívil 9. až 11. září 1996 také Českou republiku. Navštívil nejen Prahu, obsáhlý program měl 11. 9. 1996 také v Brně.